# Thomisus rishus
Thomisus rishus är en spindelart som beskrevs av Benoy Krishna Tikader 1970. Thomisus rishus ingår i släktet Thomisus och familjen krabbspindlar. Inga underarter finns listade i Catalogue of Life.